# 娜麗·布萊
娜丽·布莱（英語：Nellie Bly，1864年5月5日—1922年1月27日），是伊麗莎白·珍·科克倫（Elizabeth Jane Cochran）的笔名，生于美国宾夕法尼亚州科克伦的米尔斯（Cochran's Mills），绰号“萍可”（"Pink"），意指粉紅色，这綽號可能源于她在教會受洗時穿的淺粉紅色洋裝。科克倫以其笔名娜麗·布萊广为人所知。身為早期的调查记者，她開創了隐秘采访之先河。

## 生平
科克倫曾更改了自己的姓氏，在Cochran之后加了一个e，使其变为Cochrane，使之显得更为成熟。
某日，奈莉﹒布萊在當地的《匹兹堡电讯报》讀到一篇標題名為〈女人擅長做什麼〉的文章，該文作者直指女性難以成就大事業，這個性別唯一能勝任的工作，不過是生養小孩和操持家務，如此而已。這樣的觀點雖然在當時社會中頗為常見，但年方十六的伊莉莎白立刻化名「寂寞孤雛」寫了一封讀者回信投書報社，大力反擊文中作者如此厭女和性別歧視的觀點。由於伊莉莎白先前前接受教育的時間不長，這封信文中沒有標點，而且文法也有諸多錯誤，但《匹茲堡電訊報》的編輯George Madden，對信中邏輯清晰的立論和激昂的駁斥態度印象深刻，因此登報尋人，希望這位投書的者能現身和他相見。當伊莉莎白來到報社和編輯見面後，麥登在確信在她身上看到了成為傑出記者的天賦和態度，因此主動提供機會讓伊莉莎白位該報撰寫文章。而伊莉莎白也把握住機會，開始以當時的女性在社會和工作上面臨的問題為撰文方向。
伊莉莎白交出的第一篇文章，名為〈女性面臨的難題〉。麥登大為驚豔，進一步提供她全職的報社記者工作。由於當時風氣與業界習慣使然，女性新聞工作者發表文章時仍多採用筆名，於是麥登從當時一首流行歌曲當中取用了曲中人物Nelly Bly，的名字做為伊莉莎白的筆名。只不過，因為拼字錯誤，成為了Nelie Bly，而伊莉莎白也就將錯就錯地沿用下去。

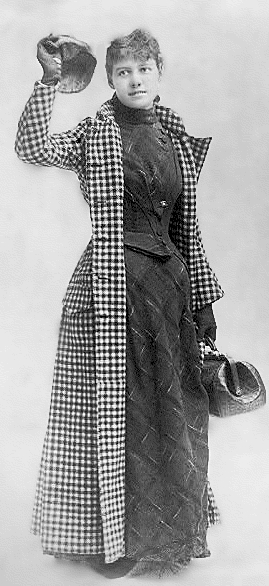
娜麗·布萊 1880年代晚期

從事採訪寫作前，娜麗·布萊曾發表過幾篇研究報告。之後她離開《匹兹堡电讯报》，前往纽约市。在此她受聘於約瑟夫·普立茲以煽情報導著稱的報紙：《紐約世界報》。上任後，第一项工作就是寫篇关于布莱克韦岛上女精神病院的故事。她讓自己接受精神病患者的待遇，並堅定的暴露在病院的可怕環境下採訪，这种以秘密採訪的方式完成的报道不久便成为她的标志，《疯人院十日》正是此次调查的报告性著作。
1888年，有人建議《世界报》模仿儒勒·凡尔纳的著作《環遊世界八十天》，派一位记者繞全球一周旅行，娜麗·布萊很自然的成為不二人選。1889年11月14日，她离开纽约，展開長達24,899英里的旅程。在離開霍伯肯後72天6小时11分14秒，於1890年1月25日她抵達纽约。当时这是最快環繞全球的世界纪录，虽然几个月后這紀錄即被喬治·法蘭西斯·崔恩（George Francis Train）打破：他在72天内完成了旅程。
在环遊世界的旅行中，她不仅造访了英国、日本、中国、香港和其他地方，也造访了儒勒·凡尔纳的家乡，以及书中描写的布林迪西、可倫坡和旧金山。同时她还是第一名獨身完成環繞全球的女子，因而成为各地女性的楷模。
1895年，娜麗·布萊嫁给了百万富翁罗伯特·西曼，并暂时退出新闻界。1904年丈夫去世后，娜麗·布萊接手他公司的管理業務。晚年她重拾旧业，於1913年編寫有關女性投票權的報導，并於第一次世界大戰期間自歐洲東線報導戰況。
57歲時，伊丽莎白·"萍可"·科克倫因肺炎去世。
在纽约市布鲁克林有个小型游乐园以她為名，主題便是“環遊世界80天”。

## 影響
- 2015-05-05 Google 在部分地區的 Google Doodle 使用娜麗布萊以紀念其151歲冥誕。[2]